# Печеніги
Печені́ги (самоназва «Bäčänäk» від ст.-тюрк. bača+naq, досл. «швагер, свояк»; тур. Peçenek(ler), д.-рус. печенѣзи, угор. Besenyő(k), грец. Πατζινάκοι, Πετσενέγοι, Πατζινακίται, лат. Pizenaci, Pacinacae, Bisseni, Bysseni, Bessi, вірм. Pacinnak, груз. პაჭინაკე) — об'єднання тюркських та інших племен, що вперше згадується у VIII столітті, востаннє етнонім «печеніги» згадується в угорських джерелах кінця XIV — початку XV століття; у візантійських джерелах як «пачинакіти», в арабських — народом «баджнак». Печенізька мова належала до тюркської групи мов у переважної частини населення печенізької держави, провідна верства печенігів користувалася перською мовою, визначну роль відігравали гуно-булгарські мовні елементи. Від кінця IX ст. до половини XI ст. очолювали кочову державу на теренах південної частини сучасної території України.
Печенізький слід прослідковується в етногенезі кримських татар та українців.

## Походження та рання історія
Батьківщина печенігів була поміж Аральським морем та середньою течією річки Сир-Дар'ї.
У VIII—IX століттях вони мешкали на північному сході Прикаспію, у межиріччі Волги та Яїка (нині річка Урал).
Першою письмовою згадкою, де печеніги згадуються під своїм етнонімом, є повідомлення уйгурського шпигуна VIII ст. н. е., яке відоме з тибетського перекладу. «На північ від них [від племені i-бйіл-кор] живе плем'я печенігів, вони мають п'ять тисяч вояків. Вони ведуть війни проти Гор [уйгурів]. На захід від них існує плем'я дру-гу [тюркське] Га-ла-йун-лог. Вони сильні та щасливі. Хороші дру-гу [тюркські] коні приходять від них. На північ від них, за ланцюгом безплідних піщаних дюн, живе народ, який називають Уд-гадаг-лег…».
У першій половині IX ст. розбиті огузами (торками) більшість печенігів переселилася у межиріччя річок Емба-Урал та Волга, ставши сусідами хозарів.
Постійно ворогували з Хозарським каганатом, який для протидії їм уклав союз із огузами (торками). У 890-х роках печеніги, зазнавши поразки від огузів і хозар та змушені знов тікати, прорвалися через хозарські терени і переселились до північно-причорноморських степів включно до гирла Дунаю. Витіснивши звідти інші племена на захід від Дніпра, зокрема напали на численніших угрів (мадяр), котрі кочували між Доном та Дніпром у 889 р. У 892 р. печеніги перейшли на Південне Правобережжя України та осіли на нинішніх українських землях між Доном на сході і Дунаєм на заході, продовжуючи набіги на хозарські володіння в басейні річки Дон, на річці Кубані та в Криму.

## Печенігія

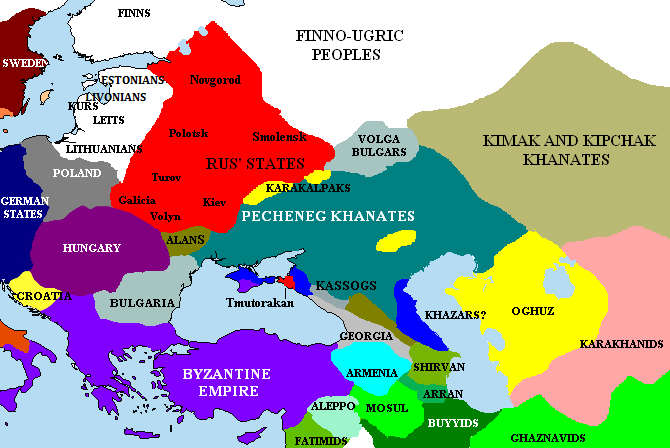
Мапа Понтійського степу на 1015 рік

Панування печенігів у Північному Причорномор'ї було беззаперечним, тож увесь цей край у тогочасних візантійських джерелах отримав назву Печенігія. В середині X століття печеніги стали одним із найзначніших суб'єктів геополітики в усьому регіоні, бо, за свідченням візантійського імператора Константина VII Багрянородного, чинником безпеки Візантії були саме дружні стосунки з «пачинакітами», які тримали під постійною загрозою землі ворогів ромейської держави — болгар, угрів та русів.

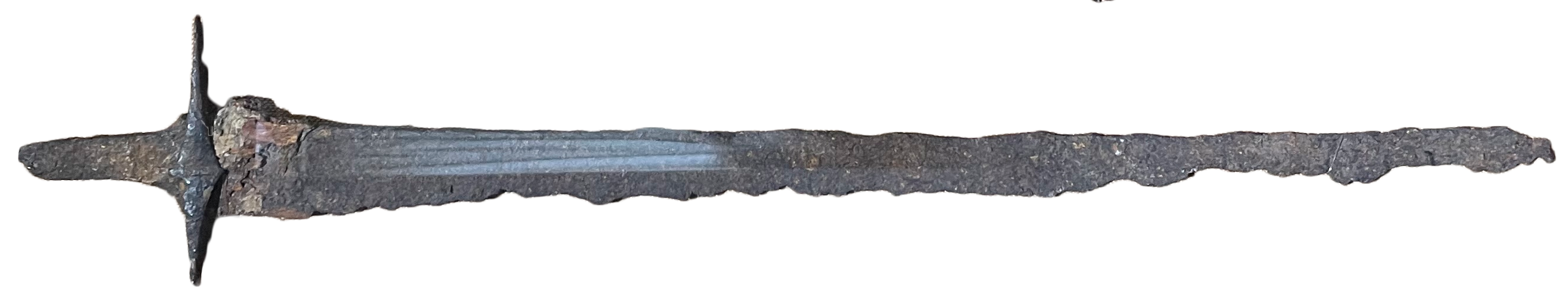
Шабля з печенізького поховання

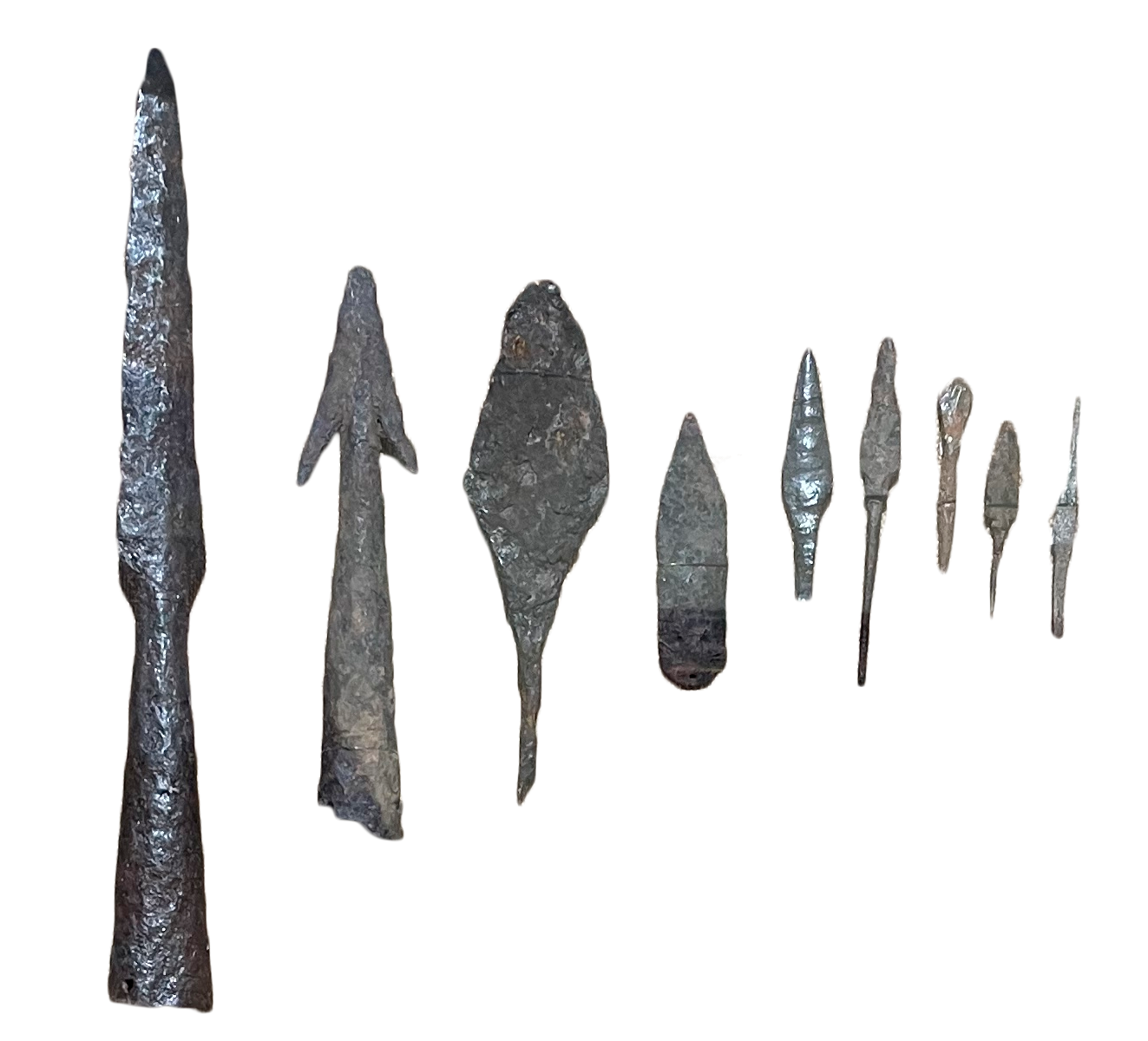
Наконечники спису та стріл з печенізького поховання

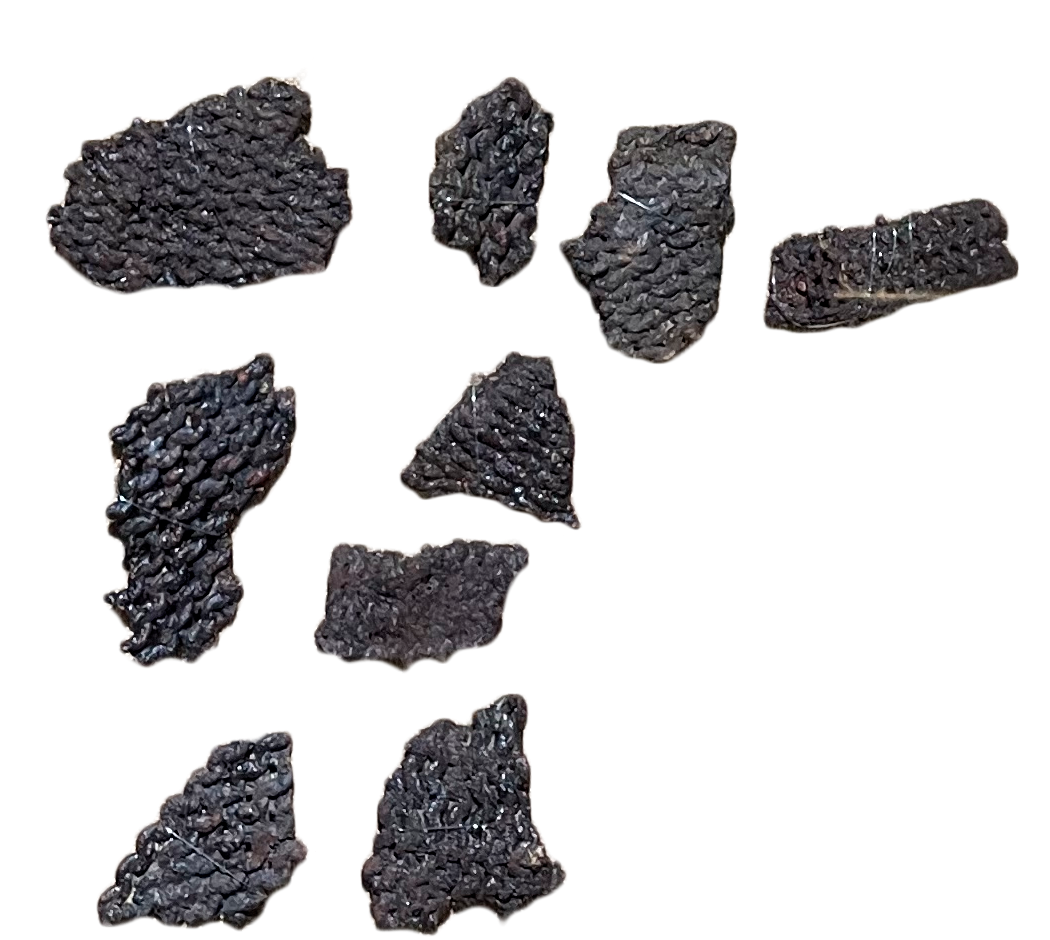
Фрагменти кольчуги з печенізького поховання

Печеніги були кочовиками і майже не осідали на землю, а якщо в їхніх землях було осіле населення, то переважно іноплемінне. Печеніги обкладали даниною слабших сусідів — і кочовиків, і осілих землеробів. Данину степовикам сплачувала і Візантія, з якою вони укладали договори. Серед них відомі, зокрема, угоди 914, 968 та 972 років.
Найголовніший же зиск кочовики отримували від торгівлі. Печенігія займала стратегічне становище у тогочасній Східній Європі. Адже контролювала шляхи — як суходільні, що пролягали степом, так і річкові — насамперед Південний Буг та Дніпро. До того, в межах їхніх володінь знаходилися пороги, для подолання яких мандрівники були змушені сходити на берег, а потім знову сідати у човни. Печеніги стягували за це певну плату.
В економічному житті печенігів у X ст. головними партнерами були:
- Київська Русь, яка купувала у печенігів рогату худобу, овець і коней;
- Херсонес Таврійський, який купував у печенігів віск та шкіру. Для яких печеніги були посередниками торгівлі з Азією, гарантами безпеки шляхів міжнародного купецтва.

Перша згадка про печенігів у «Повісті минулих літ» припадає на 915 рік. Князь. Літопис повідомляє, що Ігор Рюрикович уклав з печенігами договір, а в 944 року за їхньої участі відбувся похід на Візантію.. З того часу відносини київських князів зі степовиками були мирними. Кожну зиму руси збирали данину з підлеглих їм племен, а влітку везли зібране і накопичене на продаж — до Константинополя. Печеніги могли дати, або могли й не дати дозвіл на проходження русів з їхнім флотом через свої землі. Якщо дозволяли — отримували за це частину виручки від виторгу. Або здобичі — якщо руси отримували цю здобич в боях або ж під час грабіжницьких нападів. Жити за рахунок такої данини-відкупу печенігам було зручніше, аніж стягувати данину самим. Водночас і руси були зацікавлені у функціонуванні такої схеми, що приносила їм чималі доходи.

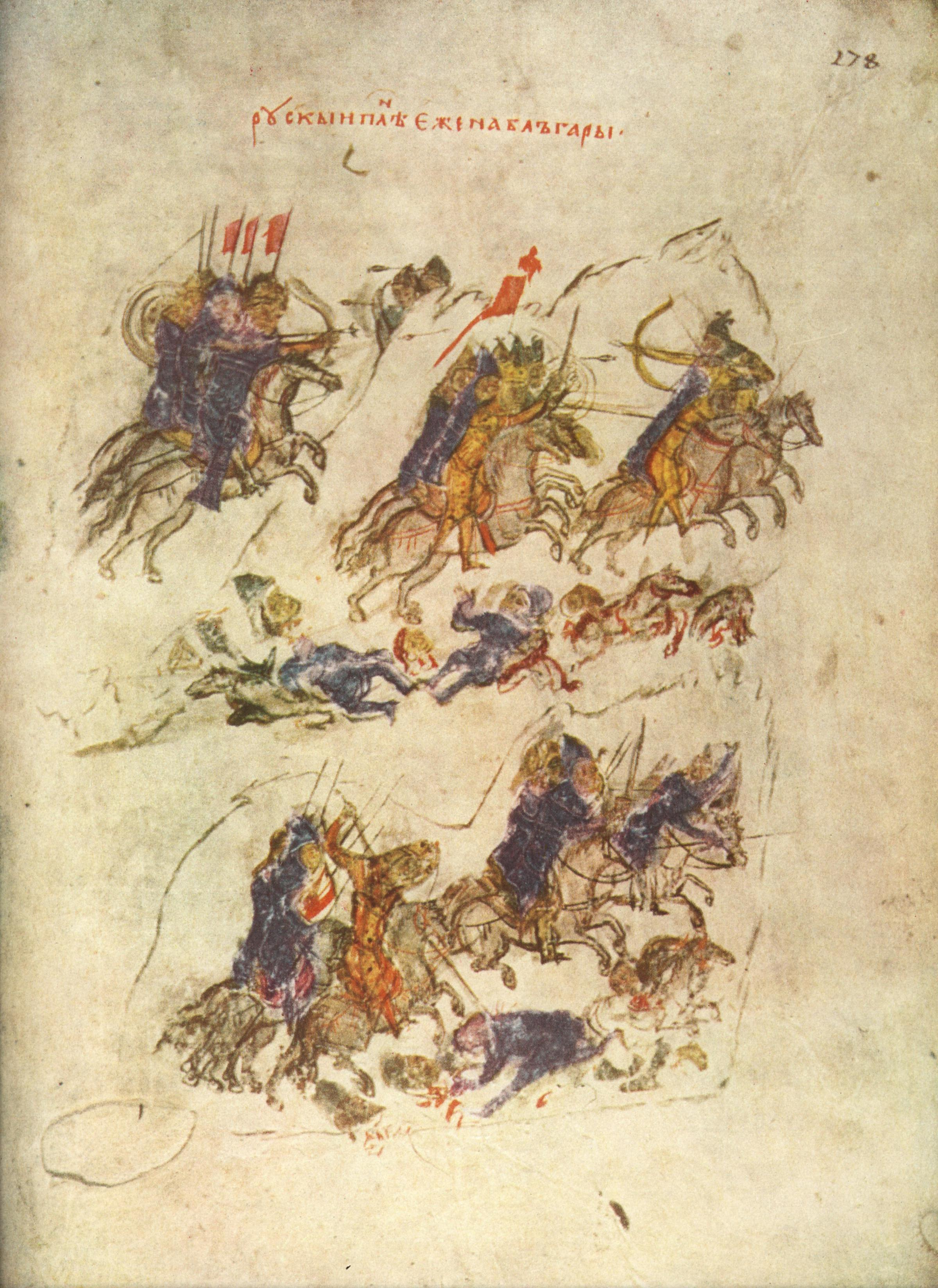
Печеніги і руси Святослава в Дунайській Болгарії

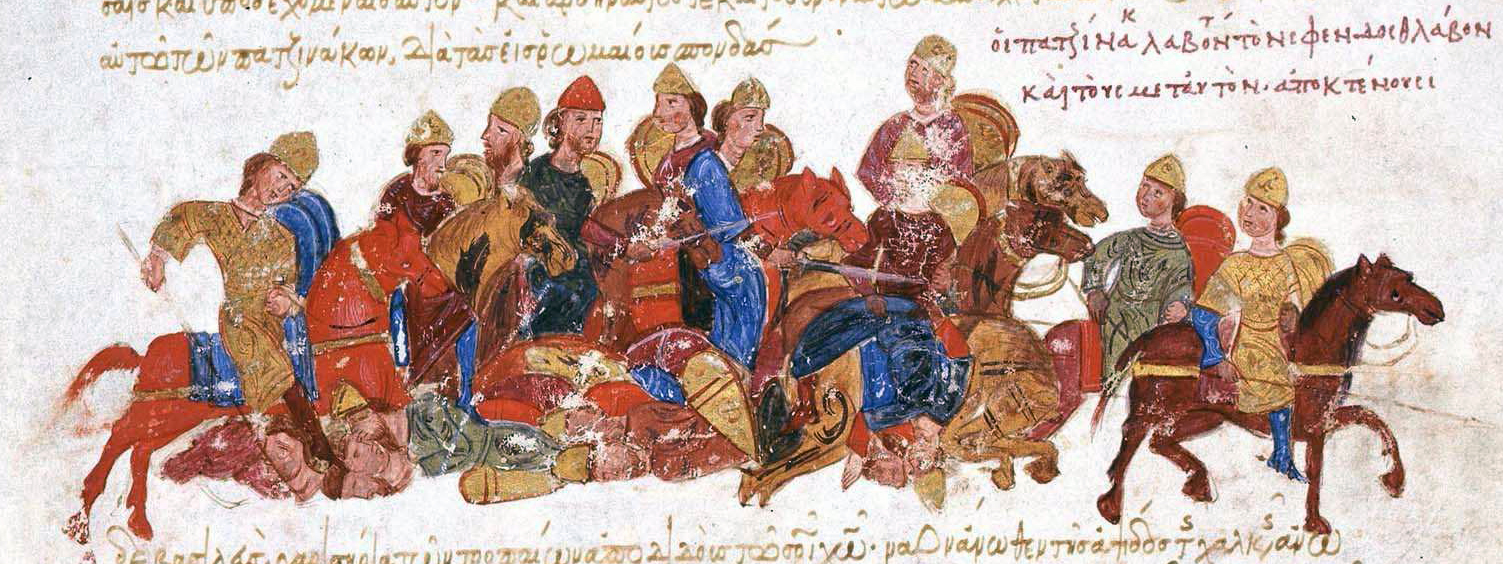
Загибель Святослава

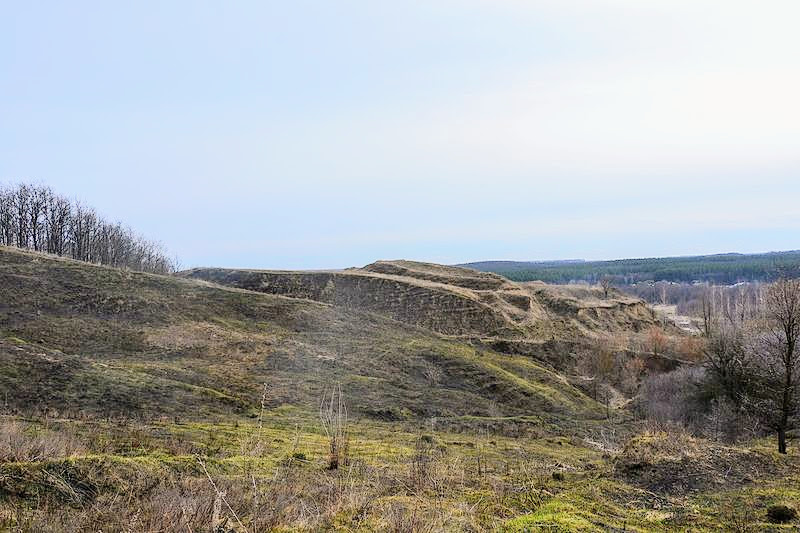
Залишки городища в селі Заріччя. Укріплення було збудовано за часів правління князя Володимира для оборони земель Русі від печенігів. Очевидно було спалене печенігами у першій третині ХІ ст.

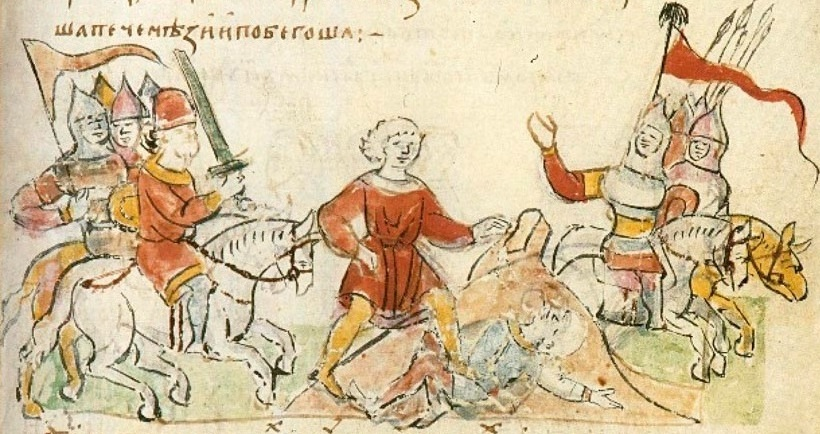
Перемога Кожум'яки над печенігом з «Радзивіллівського літопису»

Лише після того, як князь Святослав ув'язнув у війнах на Балканах, і печеніги не отримали звичного відкупного, вони вирушили на Київ. Завершився конфлікт мирною угодою з воєводою Претичем і обміном «дарами». Проте Святослав і надалі відмовлявся платити данину і на зворотньому шляху, в сутичці біля порогів, загинув. Згодом літописець «розцвітив» його смерть позиченими в греків подробицями, перетворивши її на зрадницьке вбивство. Водночас частина супутників князя повернулася до Києва живими, а його син Ярополк не поспішав мститися за батька. Схема з даниною-відкупним продовжувала працювати і за Ярополка, і навіть на початку княжіння Володимира.
Коли ж Володимир зміцнив свою владу над навколишніми землями, охрестився і вочевидь втратив інтерес до схеми заробляння на торгівлі з Візантією даниною, яку збирав з підданих, князь наважився кинути виклик печенігам. Під 989 роком літопис повідомляє про будівництво валів і фортець-градів навколо Києва — по річках, через які переходили степовики: Сулі, Стугні, Десні, Трубежу, Остру, Сейму — зокрема Посульська лінія — на випадок нападу печенігів. Війна і справді спалахнула і, за повідомленням літописів, завершилася на користь Володимира. Загалом, за час його правління, відбулося щонайменше чотири напади на Русь:
- Перший напад на Руську землю печеніги здійснили у 988 р.;
- другий напад печеніги скоїли в 992—993 р., коли перейшли річку Сулу і вступили в битву з дружиною Великого князя Київського Володимира Святославича, але були вщент розбиті. На честь цієї події було закладено Переяслав[7];
- третій — у 994 р. на Білгород;
- четвертий — у 996—997 р. на Васильків.[1][2]

Для боротьби проти печенігів князь наймав їх одвічних ворогів тюрків-огузів, вербував тюрків на військових осадників. Печеніги брали участь у міжусобицях київських князів. В 1016—1019 роках вони, зокрема, підтримували князя Святополка Ярополчича та його союзника польського князя Болеслава I Хороброго (за іншою версією, вони виступали на боці князя Бориса Володимировича).
Залучати до себе на службу печенігів з часом стало політикою київських князів. Одними з перших були хани Метигай та Кучюг.

## Занепад та загибель печенігів
Проти печенігів застосували стратегію використання прикордонних укріплень (сторожові фортеці, Змієві вали). Останній похід печенігів на Київську Русь відбувся 1036 року, коли вони зазнали нищівної поразки під Києвом від війська Ярослава Мудрого. Небезпека минула для Русі від печенігів, після чого печеніги майже не згадуються в літописах, у середині XI століття печеніги остаточно перестали загрожувати Русі.
У X—XI століттях кілька печенізьких родів визнали владу київських князів, та несучи вартову службу осіли на руських землях Поросся, зокрема в басейні Росави, лівої притоки річки Рось.
Зазнавши поразки від русів під Києвом, печеніги почали воювати з Візантією і протягом 40 років наганяли на неї жах. Візантійсько-печенізькі війни докладно описані дочкою візантійського імператора Олексія І Комніна — Анною. Тиск печенізьких орд на чолі з ханом Тиханом був таким, що у 1051 р. візантійський імператор міг бачити передові загони печенігів зі стін Константинополя.
З 1087 по 1091 рр. військові зіткнення печенігів з Візантією перетворилися на постійну війну, в результаті якої візантійці зазнали кілька великих поразок. Ситуація склалася настільки критична, що Олексій Комнін був змушений звернутися по допомогу до всіх християнських країн Західної Європи, пообіцявши натомість багатства візантійської казни та храмів. У 1091 р. на допомогу візантійцям зрештою прийшли половецькі хани Боняк і Тугоркан.
Спільними зусиллями візантійсько-половецьких військ 29 квітня 1091 р. печеніги були вщент розбиті у битві при Левуніоні. Описуючи цю згубну для кочовиків битву, Анна Комніна зазначає, що в той день відбулося щось незвичайне: загинув цілий народ разом з жінками та дітьми, народ, чисельність якого становила не 10 тис. осіб, а виражалася величезними цифрами.
У 1097—1169 роках були відомі відділи служивих печенігів під владою руських князів.

## Доля печенігів
У XII столітті печеніги перестали існувати як окремий народ, більшість їх асимілювалася з балканськими етносами (печенігів називають серед предків сучасних болгар, гагаузів); частина їх оселилася на теренах Угорського королівства і згадувалися там до кінця XII століття. В Угорщині вони зберегли свою автономію аж до XIV ст. і асимілювалися з угорцями. Кілька печенізьких родів лишилися кочувати під патронатом Русі на Пороссі, де, ймовірно, увійшли до складу чорних клобуків. Остання літописна згадка про печенігів датується 1161 роком, де вони згадані серед чорних клобуків.

## Політичний устрій
Печеніги володіли степовою тактикою швидких маневрів кінноти, славилися мистецтвом боротися з кочових таборів (укріплених возів).
Спочатку держава печенігів ділилася Дніпром на два «крила» з чотирма провінціями, в кожній — було 5 округ (база поділу на округи давала 40 відділів по 10 тисяч вершників у кінноті). Обома «крилами» керували два найвищі начальники, але «каган» з імператорським титулом керуючи західним «крилом» на правобережжі Дніпра був рангом вище порівняно з керівником лівобережжя Дніпра. Ставка кагана та місце загальної ради було Поросся. Загальна кількість печенігів від 2,8 мільйонів до 3 млн осіб. Держава печенігів не була етнічно однорідною.
За повідомленням візантійського автора Костянтина Багрянородного, у VIII столітті печеніги поділялись на 6 округів (орд), на чолі яких стояли «великі князі». В кожну орду входили 5 родів, які очолювались «меншими князями». В Дніпровсько-дністровських ордах були відомі імена ханів Паці, Куркуте, Ваіцу та ін. З часом мали 8 великих незалежних територіальних угруповань, які Костянтин Багрянородний називає «фемами» (округи кочівницьких орд). Чотири феми розташовувалися на правому березі Дніпра, чотири — на лівому. Феми складалися з родів, загальна кількість яких була — 40. Феми та роди очолювали старійшини «архонти», які поєднували світську й релігійну владу; для ухвалення надзвичайних рішень скликалися загальні збори або рада старійшин. Ядро етносу складали 3 тюркські орди:
- Явдіїртим
- Кварципур
- Хавусангіл, що виокремлювалися під назвою «кангар» («благородні») й очолювалися вихідцями з кочівницького протодержавного об'єднання Кангюй; інші феми могли мати угро-фінське походження. Правляча верства «кангар» була осіла і мала іранське походження і розмовляла перською.[2]

Влада передавалась двоюрідним братам або їх дітям, що свідчить про пережитки матріархальних законів. Але основою суспільних відносин у них був родоплемінний патріархальний лад і воєнна демократія, характерні для табірної стадії кочівництва.
У 1007 р. Бруно Кверфуртський відвідав Київську Русь, зустрівся з Володимиром Святославичем і з його участю охрестив частину печенігів, хіротонізував для них єпископа. Після чого близько 1010 р. ісламські місіонери піддали ісламізації велику частину печенігів.
У середині XI століття в степах між Дніпром і Дунаєм кочували 13 печенізьких родів. Відомі верховні воєначальники їх Тірах та Кеген, захоплених на війні полонених продавали в рабство або відпускали на волю за викуп. У 1048 р. держава печенігів займала на правобережжі Дніпра вже 11 округ на 800 000 осіб.

## Археологічні дані
В ряді місцевостей відкрито поховання печенігів, могильник X—XI століття було повністю розкопано біля Саркела. Своїх покійників вони ховали в глибоких ямах, куди клали зброю (прямолезі шаблі, луки зі стрілами), срібні прикраси ременів, опудала коней, їх черепи та кінську збрую. Якщо воїн загинув у поході, то родичі насипали курган, куди клали опудало коня та речі покійника.

Арабський мандрівник Ахмед ібн Фадлан (початок X століття) описав детально їх зовнішній вигляд: 
«Вони були темнолицими брюнетами і мали гладко голені обличчя».
Слідами поселень печенігів у середньовічній Русі залишаються такі топоніми, як села Печенюги (Новгород-Сіверський район Чернігівської області), смт Печеніжин Коломийського району Івано-Франківської області, Печеніги (Чугуївський район Харківської області), де археологи віднайшли залишки печенізької стоянки IX ст. імовірно Лівобережний центр половецької держави.
Черепи у печенізьких похованнях належать зливкинськовому типові: брахікранні європеоїди з незначною домішкою монголоїдності. Цвинтарів, групових поховань печеніги не мали. Поховання здійснювалися головою на захід у трунах і без них, у неглибоких ямах під невисокими насипами. Ліворуч від небіжчика вміщували копита та голову коня. Печеніги також у поховальному обряді влаштували кенотафи з опудалами коней. Серед предметів матеріальної культури поширені стремена, луки з важкими кістяними накладками, короткі прямі шаблі, коповушки з фігурними ручками, підвіски-амулети у вигляді стилізованих пташок, срібні бляшки, якими прикрашали пояси, чоботи та збрую; орнаментований глиняний посуд.